# SEAT Córdoba II
El SEAT Córdoba es un automóvil de turismo del segmento B, producido desde 2002 hasta 2009 por el fabricante de automóviles español SEAT.

## Segunda generación (6L / 6L2) 2002-2009

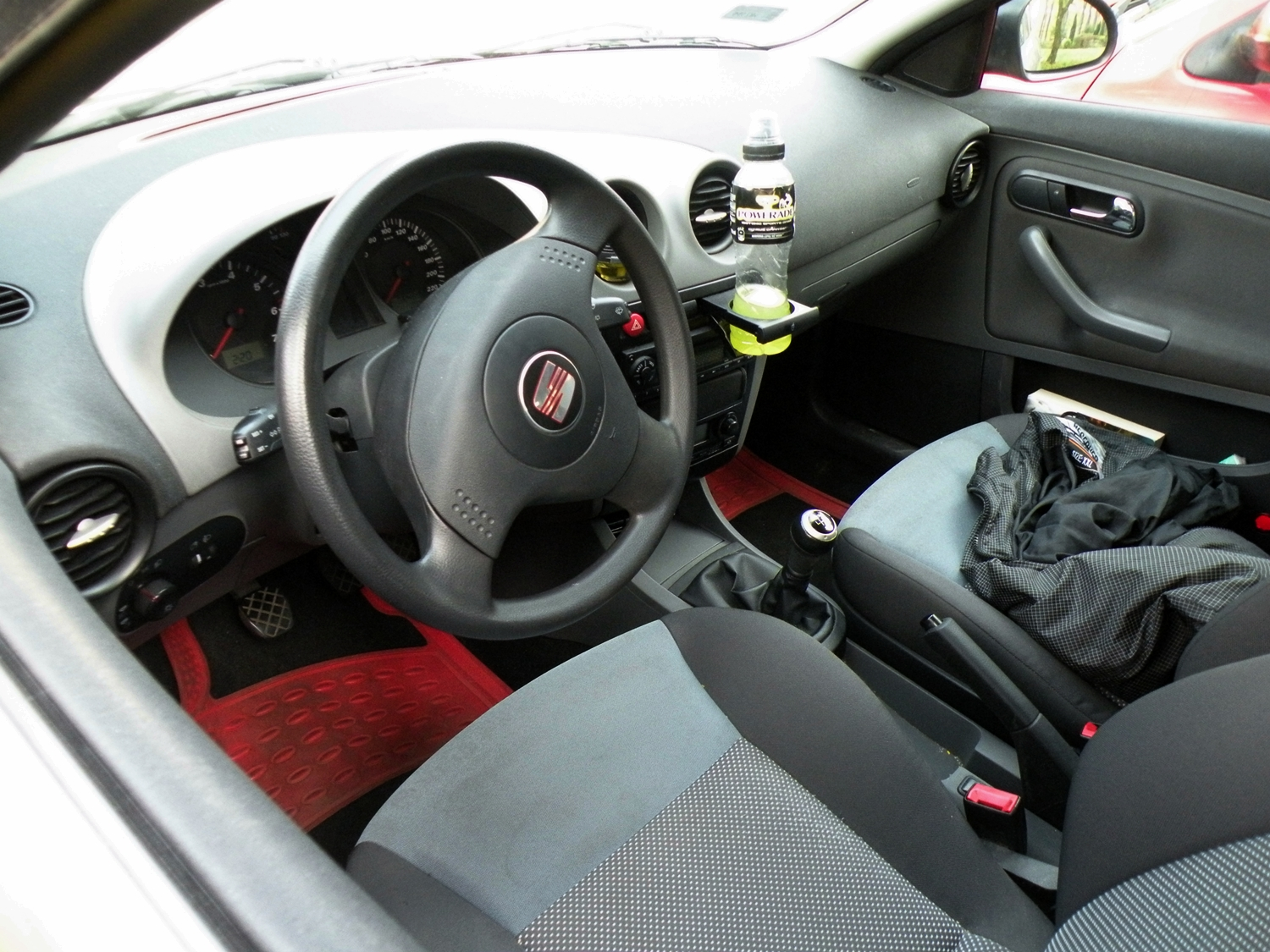
Interior del SEAT Córdoba II.

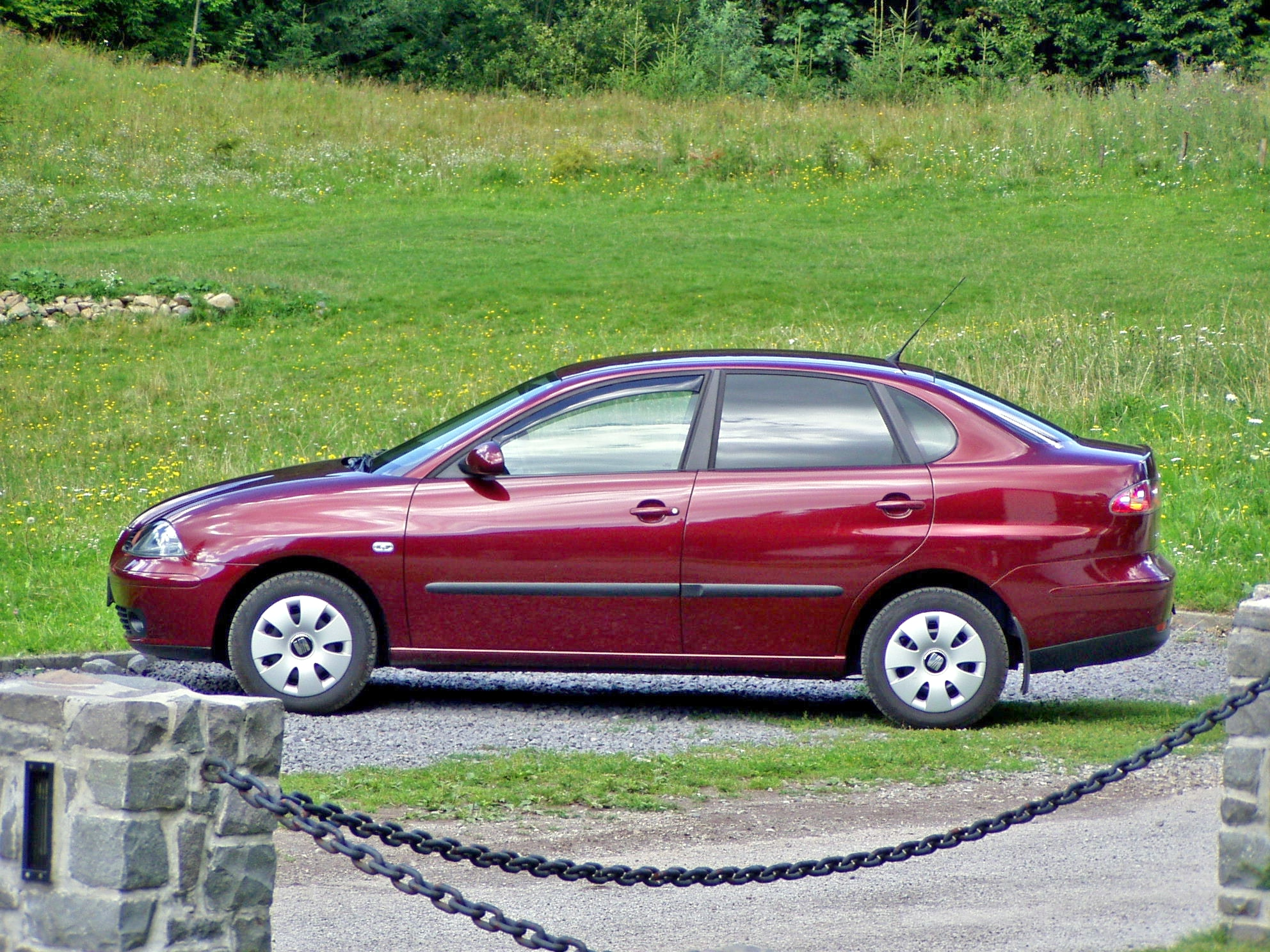
Lateral del SEAT Córdoba II.

La segunda generación del Córdoba existió solamente con carrocería sedán de cuatro puertas, esta vez basado en la tercera generación del Ibiza. Sus novedades venían dadas por un nuevo frontal de líneas más curvas, nuevos acabados e interiores y una trasera menos agresiva, con faros más alargados que la anterior versión.
El diseño, como el del Ibiza III, es de Walter Da Silva, exdiseñador de Alfa Romeo que dio al coche una indisimulada imagen de pequeño Alfa Romeo 156, contando además con unos interiores de tipo ligeramente retro y también de clara inspiración Alfa Romeo, muy al gusto europeo de principio de siglo.
Esto, permitió a SEAT retomar su identidad mediterránea en el Ibiza, diferenciándose de la línea de productos Volkswagen, ya que no comparte ninguna pieza de estampación ni interior con los Polo IV y de hecho, VW no utiliza esta base para ningún producto suyo, siendo específicamente utilizado por SEAT.
De esta misma concepción, deriva también, el principal problema del Córdoba II. Dado el crecimiento de Škoda, que pasó a ocupar en el grupo el papel de productora de vehículos económicos y generalistas, SEAT se vio forzada a cambiar el rumbo bruscamente, y en esa época, se le asigna dentro del grupo VAG el papel de competir ofreciendo "deportividad y diseño meridional". Básicamente lo mismo que Alfa Romeo, pero con una gama que no siempre casa bien con ese supuesto espíritu, como por ejemplo: En la categoría del Córdoba II no hay ningún rival de corte deportivo, siendo al contrario lo habitual encontrar suspensiones altas para las carreteras de mercados emergentes (Fiat Palio, Tata Indica, Chevrolet Aveo, etc).
Así, mientras que Ibiza y León en sus sucesivas generaciones cumplen bien el papel de "Hot-hatchs", otros modelos tienen problemas, como así lo reflejan las ventas, para cuadrar esa supuesta deportividad con unos modelos que nada tienen que ver con lo que tradicionalmente se asocia, con deportivo o prestacional; como son los monovolúmenes (Toledo III), y los derivados tres volúmenes de un supermini (Córdoba II).

### Acabados
Reference, Stella, Stylance, Signa, Sport y SportRider.

#### Ediciones especiales/Series limitadas
| 2004 | Top          | Stella |  |
| La edición Top añade de serie sobre el Stella, el climatizador Climatronic, radio lector con CD con seis altavoces, tapicería exclusiva y llantas de aleación de 15 pulgadas con un nuevo diseño. El Córdoba Top está disponible con las mecánicas 1.4 de 75 CV, el 1.4 de 75 CV con caja de cambios automática, el 1.4 de 100 CV y los Diesel 1.9 SDi de 64 CV, el 1.4 TDI de 75 CV y el 1.9 TDI de 100 CV. |              |        |  |
| 2004 | Air          |        |  |
| edición especial para (Bélgica) |              |        |  |
| 2006 | Joya Edición |        |  |
| edición especial para (Suiza) |              |        |  |

### Motorizaciones
Sus motorizaciones son tres motores gasolina de cuatro cilindros en línea y dieciséis válvulas: un 1.4 L en variantes con cajas de cambios automática y 75 CV de potencia máxima o manual y 75 CV, y un 1.6 L de 100 CV, y dos diésel, un 1.4 L de tres cilindros en variantes de 70 o 80 CV y un 1.9 L de 100 o 130 CV, ambos con turbocompresor e inyección directa. En México se comercializa con los motores 1.6 L y 2.0 L. El primero con 100 Cv, y el segundo, con 115 Cv.
En Europa del Este y Rusia se seguirán vendiendo exportados desde Martorell. En 2007 estos países fueron muy importantes para SEAT, con un crecimiento del 27% respecto a 2006.

### Seguridad
El SEAT Córdoba II, al ser una variante del SEAT Ibiza III, se le otorga la misma calificación que obtuvo el Ibiza que realizó las pruebas de choque de la EuroNCAP en 2002 y consiguió una calificación de 4 estrellas:
| Ocupantes adultos: | 4/5 estrellas |
| Peatones:          | 2/4 estrellas |

### En otros mercados
El Córdoba II se importó en México a partir de 2001, aunque se habló mucho de fabricarlo en la planta de Volkswagen en Puebla, esto nunca sucedió, vendiéndose siempre en este país como modelo importado.
Igualmente, se seguirá fabricando en una línea paralela al nuevo Ibiza en la fábrica de Martorell para su exportación a mercados emergentes de Europa del Este, Rusia y Oriente Próximo.
Finalmente, SEAT dejará de fabricar el Córdoba para Europa sin tener previsto realizar una tercera generación sobre el nuevo Ibiza.

### Competición
En la segunda generación el Córdoba también se utilizó en competición. 
- Silhouette. El Córdoba Silhouette protagonizó un magnífico debut en la primera reunión del Campeonato de Francia de Superturismos 2003.[7]